# Ануноби, Оу Джи
Огугуа «Оу Джи» Ануноби младший (англ. Ogugua "OG" Anunoby Jr. ; род. 17 июля 1997 года, Лондон, Великобритания) — британский профессиональный баскетболист, выступающий за команду НБА «Нью-Йорк Никс». Играет на позиции лёгкого форварда.

## Студенческая карьера

### Первый курс
Будучи первокурсником в сезоне 2015/2016 выступал за студенческую команду Университета Индианы в Блумингтоне «Индиана Хузерс». Сыграл 34 матча, набирая в среднем 4,9 очка, делая 2,6 подбора и отдавая 0,5 передач.

### Второй курс
Перед сезоном 2016/2017 Оу Джи Ануноби был выбран в предсезонную всеамериканскую сборную по версии журнала The Sporting News. 18 января 2017 года Ануноби повредил своё колено в матче против команды «Пенн Стэйт Ниттани Лайонс» и в связи с этим выбыл до конца сезона. 10 апреля 2017 Оу Джи объявил о своём намерении выставить свою кандидатуру на предстоящий Драфт НБА.

## Карьера в НБА

### Торонто Рэпторс (2017—2023)
22 июня 2017 года был выбран под общим 23-м номером на Драфте НБА 2017 года командой «Торонто Рэпторс». 9 июля подписал контракт с «Рэпторс». 14 ноября того же года впервые вышел в стартовом составе в игре против «Хьюстон Рокетс», набрав 16 очков, сделав 2 подбора, 1 передачу и 1 перехват за 30 минут проведённых на паркете. К 15 декабря Оу Джи возглавлял атакующий и оборонительный рейтинг новичков. 3 апреля 2018 года забросил свой первый бросок с сиреной в матче против «Кливленд Кавальерс».
29 января 2019 года был выбран для участия в Матче восходящих звёзд 2019 года.

### Нью-Йорк Никс (2023—настоящее время)
30 декабря 2023 года Ануноби вместе с Прешесом Ачиувой и Малакай Флинном были отданы в «Нью-Йорк Никс» в обмен на Ар Джей Барретта, Иммануэля Куикли и выбор во втором раунде драфта. 1 января 2024 года Ануноби дебютировал за «Никс», набрав 17 очков и шесть подборов в победе над «Миннесота Тимбервулвз» (112:106). Во время своих первых 10 игр за «Нью-Йорк Ник» он установил рекорд НБА, набрав 170 плюс-минус в своих первых 10 играх за новую команду.
8 февраля 2024 года было объявлено, что Ануноби перенес операцию на правом локте по удалению осколка кости, из-за чего выбыл из строя на месяц. Ануноби вернулся к игре против «Филадельфии Севенти Сиксерс» 12 марта. 24 июня 2024 года Ануноби отказался от опции игрока стоимостью $19,9 млн, став свободным агентом.
6 июля 2024 года Ануноби переподписал контракт с «Никс».
25 ноября 2024 года Ануноби набрал максимальные в карьере 40 очков в победе над «Денвер Наггетс» со счетом 145:118.
25 января 2025 года Оу Джи Ануноби в матче против «Сакраменто Кингз» (143:120) набрал 33 очка, 3 подбора, 4 передачи, 2 перехвата и 1 блок-шот. 29 марта в матче против «Милуоки Бакс» (116:107) Оу Джи Ануноби набрал 31 очко.

## Статистика

### Статистика в НБА
| Сезон                                                                                    | Команда  | Регулярный сезон | Регулярный сезон | Регулярный сезон | Регулярный сезон | Регулярный сезон | Регулярный сезон | Регулярный сезон | Регулярный сезон | Регулярный сезон | Регулярный сезон | Регулярный сезон | Серия плей-офф | Серия плей-офф | Серия плей-офф | Серия плей-офф | Серия плей-офф | Серия плей-офф | Серия плей-офф | Серия плей-офф | Серия плей-офф | Серия плей-офф | Серия плей-офф |
| Сезон                                                                                    | Команда  | GP               | GS               | MPG              | FG%              | 3P%              | FT%              | RPG              | APG              | SPG              | BPG              | PPG              | GP             | GS             | MPG            | FG%            | 3P%            | FT%            | RPG            | APG            | SPG            | BPG            | PPG            |
| ---------------------------------------------------------------------------------------- | -------- | ---------------- | ---------------- | ---------------- | ---------------- | ---------------- | ---------------- | ---------------- | ---------------- | ---------------- | ---------------- | ---------------- | -------------- | -------------- | -------------- | -------------- | -------------- | -------------- | -------------- | -------------- | -------------- | -------------- | -------------- |
| 2017/18                                                                                  | Торонто  | 74               | 62               | 20,0             | 47,1             | 37,1             | 62,9             | 2,5              | 0,7              | 0,7              | 0,2              | 5,9              | 10             | 10             | 23,8           | 55,8           | 44,8           | 72,7           | 2,1            | 0,7            | 0,6            | 0,4            | 7,9            |
| 2018/19                                                                                  | Торонто  | 67               | 6                | 20,2             | 45,3             | 33,2             | 58,1             | 2,9              | 0,7              | 0,7              | 0,3              | 7,0              | Не участвовал  | Не участвовал  | Не участвовал  | Не участвовал  | Не участвовал  | Не участвовал  | Не участвовал  | Не участвовал  | Не участвовал  | Не участвовал  | Не участвовал  |
| 2019/20                                                                                  | Торонто  | 69               | 68               | 29,9             | 50,5             | 39,0             | 70,6             | 5,3              | 1,6              | 1,4              | 0,7              | 10,6             | 11             | 11             | 35,7           | 45,5           | 41,5           | 64,3           | 6,9            | 1,2            | 1,0            | 1,2            | 10,5           |
| 2020/21                                                                                  | Торонто  | 43               | 43               | 33,3             | 48,0             | 39,8             | 78,4             | 5,5              | 2,2              | 1,5              | 0,7              | 15,9             | Не участвовал  | Не участвовал  | Не участвовал  | Не участвовал  | Не участвовал  | Не участвовал  | Не участвовал  | Не участвовал  | Не участвовал  | Не участвовал  | Не участвовал  |
| 2021/22                                                                                  | Торонто  | 48               | 48               | 36,0             | 44,3             | 36,3             | 75,4             | 5,5              | 2,6              | 1,5              | 0,5              | 17,1             | 6              | 6              | 36,1           | 47,6           | 34,1           | 75,0           | 4,0            | 2,5            | 1,0            | 0,2            | 17,3           |
| 2022/23                                                                                  | Торонто  | 67               | 67               | 35,6             | 47,6             | 38,7             | 83,8             | 5,0              | 2,0              | 1,9              | 0,7              | 16,8             | Не участвовал  | Не участвовал  | Не участвовал  | Не участвовал  | Не участвовал  | Не участвовал  | Не участвовал  | Не участвовал  | Не участвовал  | Не участвовал  | Не участвовал  |
| 2023/24                                                                                  | Торонто  | 27               | 27               | 33,3             | 48,9             | 37,4             | 71,7             | 3,9              | 2,7              | 1,0              | 0,5              | 15,1             | Не участвовал  | Не участвовал  | Не участвовал  | Не участвовал  | Не участвовал  | Не участвовал  | Не участвовал  | Не участвовал  | Не участвовал  | Не участвовал  | Не участвовал  |
| 2023/24                                                                                  | Нью-Йорк | 23               | 23               | 34,9             | 48,8             | 39,4             | 79,1             | 4,4              | 1,5              | 1,7              | 1,0              | 14,1             | 9              | 9              | 36,0           | 50,5           | 41,0           | 61,5           | 6,0            | 1,1            | 0,9            | 1,0            | 15,1           |
|                                                                                          | Всего    | 418              | 344              | 29,1             | 47,4             | 37,6             | 74,5             | 4,3              | 1,6              | 1,3              | 0,5              | 12,0             | 36             | 36             | 32,6           | 49,2           | 40,0           | 67,6           | 4,9            | 1,3            | 0,9            | 0,8            | 12,1           |
| Наведите курсор мыши на аббревиатуры в заголовке таблицы, чтобы прочесть их расшифровку. |          |                  |                  |                  |                  |                  |                  |                  |                  |                  |                  |                  |                |                |                |                |                |                |                |                |                |                |                |

### Статистика в NCAA
| Сезон | Команда | Conf    | Class | GP | GS | MPG  | FG%  | 3P%  | FT%  | RPG | APG | SPG | BPG | PPG  |
| --- | ------- | ------- | ----- | -- | -- | ---- | ---- | ---- | ---- | --- | --- | --- | --- | ---- |
| 2015/16 | Индиана | Big Ten | FR    | 34 | 0  | 13,7 | 56,9 | 44,8 | 47,6 | 2,6 | 0,5 | 0,8 | 0,8 | 4,9  |
| 2016/17 | Индиана | Big Ten | SO    | 16 | 10 | 25,1 | 55,7 | 31,1 | 56,3 | 5,4 | 1,4 | 1,3 | 1,3 | 11,1 |
| Всего | Всего   | Всего   | Всего | 50 | 10 | 17,4 | 56,3 | 36,5 | 52,2 | 3,5 | 0,8 | 1,0 | 0,9 | 6,8  |
| Наведите курсор мыши на аббревиатуры в заголовке таблицы, чтобы прочесть их расшифровку Статистика приведена с сайта sports-reference.com |         |         |       |    |    |      |      |      |      |     |     |     |     |      |